# Drapelul Țării Galilor

Flag ratio: 2:3

Steagul național al Țării Galilor este numit Dragonul Roșu (în original în galeză, Y Ddraig Goch). Steagul constă dintr-un dragon roșu suprapus peste un câmp împărțit orizontal în verde și alb. Aidoma altor semne heraldice complexe, dragonul nu este standardizat, ceea ce face ca să existe multe reprezentări ale dragonului galez pe diferite steaguri. 
Țara Galilor și Bhutan sunt singurele națiuni ale momentului care au dragoni pe steagurile lor naționale, deși China a avut un dragon pe steagul său în timpul dinastiei Qing. 